# Félix Pardon
Pour les articles homonymes, voir Pardon (homonymie).
Félix Pardon, pianiste et compositeur, naquit à Saint-Josse-ten-Noode près de Bruxelles en 1851 et mourut en 1921 à Bruxelles. Il étudia au Collège français.

## Biographie
Il étudie au Conservatoire royal de Bruxelles, élève de François-Auguste Gevaert et François-Joseph Fétis. Il y reçoit le premier prix de composition en 1868. En 1869, il obtient le deuxième prix du grand concours de composition musicale, prix dit "de Rome", pour la cantate, écrite en flamand, Fausts laatste nacht (La Dernière Nuit de Faust). Trois ans plus tard, il fait ses débuts à La Monnaie avec l'opéra comique Les Jeunesses de Grétry.
En 1873, il s'installe à Paris. Il travaille à l'Opéra de Paris, comme répétiteur-accompagnateur dans la classe de Gustave-Hippolyte Roger, à l'Opéra-Comique comme chef de chant, en 1879 et comme chef d'orchestre de l'Eden-Théâtre en 1883, de l'orchestre du Grand-Hôtel de Paris, administrateur du théâtre et du casino de Cabourg en 1884, chef d'orchestre du théâtre des Pantomimes et des concerts du Jardin de Paris en 1886.
En 1883, il collabore à la revue La Vie artistique d'Émile Delarue.
En octobre 1890, Félix Pardon achète L'Alhambra de l'avenue de Clichy et le transforme en théâtre. La salle remise en état, ouvre sous le nom d'Athénée-Comique, le 22 novembre 1890 avec Le Sang des Gélinard, comédie-bouffe de Louis Jacolliot, Paul Cosseret et Maxime Guy mais ne plaît pas beaucoup. Le 6 décembre, Les Femmes du voisin, comédie-bouffe de Jean Michelot, pièce inédite est encore moins heureuse que la précédente. On la joue fort peu, selon Louis-Henry Lecomte, l'Athénée-Comique verse comme droits d'auteurs une somme totale de 370 francs pour ces deux pièces. Pardon ferme la salle, qui ne rouvre que le 3 octobre  1891, sous le nom de Théâtre Moncey.
Il retourne à Bruxelles. D’après Le Véloce-sport, il aurait formé Le Vélo Fanfare de Bruxelles en 1896.

## Œuvres
- 1871 : Les Jeunesses de Grétry, opéra-comique en deux actes, livret de Lhoest, musique de Félix Pardon, représenté à La Monnaie de Bruxelles le 10 avril 1871.
- 1876 : Le Baiser, opéra bouffe en trois actes[12].
- 1878 : Un baromètre incertain, opéra-comique en deux actes, livret d'Henry Vachot et Marc Constantin, musique de Félix Pardon en lever de rideau des Cloches de Corneville au Théâtre des Folies-Dramatiques
- 1878 : Le Buisson d'écrevisses, opérette d'Henry Vachot et Marc Constantin, musique de Félix Pardon, avec Conchita Gélabert, crée au Théâtre des Bouffes-Parisiens.
- 1879 : Friscoff l’Américain, opérette de Marc Constantin, musique de Félix Pardon à l'Alcazar[Lequel ?].
- 1880 : Maître Pierrot, opéra-comique en 1 acte, musique de Félix Pardon, livret d'Albert Carré, première à Contrexeville, représentation à bénéfice pour Mme Aurèle, directrice de la troupe du casino.
- 1883 : Pierrot assassin, pantomime de Jean Richepin et musique de Félix Pardon, interprétée par Sarah Bernard et Réjane, au Trocadéro[13].
- 1885 : Après le bal, pantomime d'Henri Agoust, musique de Félix Pardon, jouée plus de trois cents fois à l'Eden-Théâtre
- 1885 : Cadet Roussel, opérette en trois actes, livret de Paul Cosseret, musique de Félix Pardon,
- 1886 : Amour Scolaire, opérette en un acte, livret de H. Dracy et Paul Cosseret, musique de Félix Pardon, représentée au Grand Concert de l'Époque, le 13 novembre 1886.
- 1886 : Le Lion amoureux, grand ballet avec chœurs de Paul Cosseret et Henri Agoust, musique de Félix Pardon, représenté à La Monnaie de Bruxelles le 22 mars
- 1887 : La Chasse au Loup, opérette en un acte, livret de Paul Cosseret et Maxime Guy, musique de Félix Pardon, représentée à l'Éden-Concert  le 17 septembre 1887[14].
- 1887 : Les Trois dragons d'Artois, opéra-comique en trois actes Paul Cosseret et Adophe Leclercq, musique de Félix Pardon.
- 1889 : Le Masque d'Arlequin, livret de Paul Cosseret, musique de Félix Pardon.
- 1889 : Le Serment de Fribourg, livret d'Armand Silvestre, Paul Cosseret et Adophe Leclercq, musique de Félix Pardon au Théâtre des Bouffes-Parisiens.
- 1889 : Francette, ballet en un acte livret de Paul Cosseret, musique de Félix Pardon.